# دونگی
دونگی (انگلیسی: Dongyi) یک اصطلاح جمعی برای مردمان باستانی بود که در سوابق چینی یافت می شود. تعریف Dongyi در اعصار مختلف متفاوت بود، اما در بیشتر موارد به ساکنان شرق چین اشاره داشت. سپس بعدها، شبه‌جزیره کره و مجمع‌الجزایر ژاپن،  دونگی در دوره های مختلف به گروه های مختلفی از مردم اشاره دارد. 